# Karin Adelmund

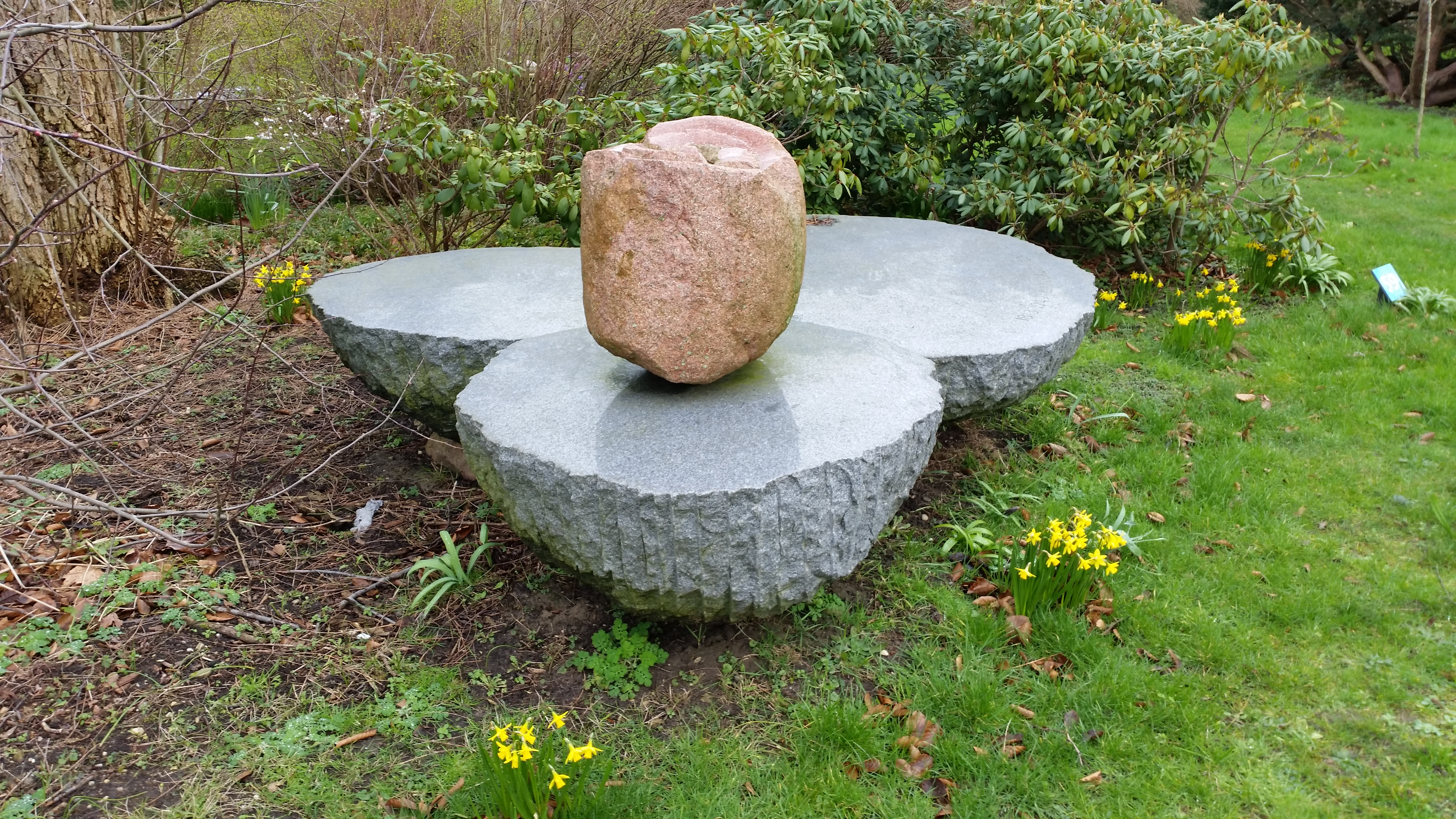
Grafsteen Karin Adelmund (februari 2020)

Karin Yvonne Irene Jansen Adelmund (Rotterdam, 18 maart 1949 – Amsterdam, 21 oktober 2005) was een Nederlands politicus en vakbondsbestuurder. Namens de PvdA was ze lid van de Tweede Kamer, staatssecretaris en partijvoorzitter.

## Levensloop
Adelmund werd geboren in een arm gezin dat in het Oude Noorden in Rotterdam woonde. Ze volgde de MULO en ging daarna werken als loketbeambte bij de PTT. Van 1968 tot 1972 studeerde Adelmund aan de Openbare Sociale Academie te Rotterdam, waarna ze sociale wetenschappen ging studeren aan de Universiteit van Amsterdam tot 1979.

### Vakbond
Ze was van 1978 tot 1985 voorzitter van de Vrouwenbond FNV. In die periode wist Adelmund voor de Vrouwenbond het stemrecht in de Federatieraad af te dwingen. Van 1985 tot 1994 was ze lid van het federatiebestuur van de FNV, onder meer als vicevoorzitter. Ze speelde in de vakbond enkele keren een prominente rol op massademonstraties tegen kabinetsmaatregelen, onder andere in 1991 tegen de ingrepen in de WAO.

### Tweede Kamer
Bij de Tweede Kamerverkiezingen van 1994 werd Adelmund, die op de vierde plaats op de kandidatenlijst stond, gekozen in het parlement. Ze werd lid van het fractiebestuur en nadat het kabinet Kok I gevormd was vicefractievoorzitter. In deze periode was zij woordvoerster sociale zaken namens haar fractie.

### Staatssecretaris
In 1997 legde ze het vicefractievoorzitterschap neer toen ze naast haar Kamerlidmaatschap voorzitter van de PvdA werd. Dit bleef ze tot 3 augustus 1998, toen ze als staatssecretaris van Onderwijs, Cultuur en Wetenschappen toetrad tot het kabinet Kok II. Ze bracht als bewindspersoon onder andere de Wet verkleining groepsgrootte onderbouw basisscholen tot stand en voerde na kritiek verlichtingsmaatregelen door voor de tweede fase havo/vwo. Ook maakte ze zich hard voor de verbetering van onderwijskansen van allochtone leerlingen.

### Terug in de Kamer
Na het verlies van haar partij bij de Tweede Kamerverkiezingen van 2002 keerde Adelmund terug in de Tweede Kamer. Ze hield zich bezig met Grotestedenbeleid en Integratie. Tevens was zij voorzitter van de algemene commissie voor het integratiebeleid. Terwijl ze nog lid was van de Kamer overleed ze plotseling op 56-jarige leeftijd in haar woning in Amsterdam aan een hartstilstand. Ze werd als Kamerlid opgevolgd door Peter Meijer.

## Persoonlijk
Karin Adelmund woonde samen en had twee kinderen. Karin Adelmund werd begraven op De Nieuwe Ooster, waar het graf in 2007 bekroond werd met een monument, ontworpen door Ton Kalle.